# 調布町
調布町（ちょうふまち）とは、神奈川県、東京府、東京都北多摩郡にかつて存在した町である。現在の調布市は1955年に新設合併で誕生したもので、本町とは別の自治体である。

## 歴史

### 沿革
- 1889年（明治22年）4月1日 - 町村制の施行に伴い、布田小島分村、上石原村、下石原村、上布田村、下布田村、国領宿、上ヶ給村、飛田給村が合併して神奈川県北多摩郡調布町が発足。
- 1893年（明治26年）4月1日 - 東京府へ移管。
- 1943年（昭和18年）7月1日 - 東京都制施行。
- 1955年（昭和30年）4月1日 - 神代町と合併し、調布市を新設。同日調布町廃止。

## 町長
- 中村亨

## 交通

### 鉄道
- 京王帝都電鉄（現：京王電鉄）
  - 京王線：国領駅 - 布田駅 - 調布駅 - 上石原駅（現西調布駅） - 飛田給駅
  - 多摩川支線（現相模原線）：京王多摩川駅

### 道路
- 甲州街道

## 名所・旧跡
- 布多天神社
- 國領神社
- 近藤勇（新選組局長）生家跡